# Hypnum bizotii
Hypnum bizotii là một loài Rêu trong họ Hypnaceae. Loài này được Ochyra mô tả khoa học đầu tiên năm 1984.